# Намив
Намив (рос. намыв, англ. hydraulic deposition of soil, hydraulic filling, нім. Anschwemmung f, Schwemmland n, Anspülen n) — основний засіб гідромеханізації, за допомогою якого здійснюється укладення ґрунту в земляні греблі та дамби, насипи під шосейні дороги та залізниці, видалення до відвалів золошлаків теплових електростанцій та відходів збагачення вугілля й руд чорних та кольорових металів, заповнення ґрунтом котлованів, траншей і пазух, підготовка майданчиків цивільного та ін. будівництва, аеродромів, закладання виробленого простору шахт та кар'єрів після видобутку корисних копалин та інш.